# Oedipina pacificensis
Oedipina pacificensis es una especie de salamandras en la familia Plethodontidae.
Habita en Costa Rica y Panamá.
Su hábitat natural son los  bosques húmedos tropicales o subtropicales a baja altitud, plantaciones, jardines rurales y zonas previamente boscosas ahora muy degradadas.